# Zeopsopilio neozealandiae
Zeopsopilio neozealandiae är en spindeldjursart. Zeopsopilio neozealandiae ingår i släktet Zeopsopilio och familjen Caddidae. Inga underarter finns listade i Catalogue of Life.